# Бахтадзе, Капитон Константинович
Капитон Константинович Бахтадзе (1892 год, село Отобая, Сухумский округ, Кутаисская губерния, Российская империя — неизвестно, село Отобая, Гальский район, Абхазская АССР, Грузинская ССР) — звеньевой колхоза «Ленинис Андердзи» («Заветы Ленина») Гальского района Абхазской АССР, Грузинская ССР. Герой Социалистического Труда (1948).

## Биография
Родился в 1892 году в крестьянской семье в селе Отобая Сухумского округа (сегодня — Пирвели Отобая). После окончания местной начальной сельской школы трудился в личном сельском хозяйстве. Во время коллективизации одним из первых вступил в колхоз «Ленинис Андердзи» Гальского района. Трудился рядовым колхозником, в послевоенные годы возглавлял полеводческое звено.
В 1947 году звено под его руководством собрало в среднем с каждого гектара по 82,7 центнера кукурузы на участке площадью 3 гектара. Указом Президиума Верховного Совета СССР от 21 февраля 1948 года удостоен звания Героя Социалистического Труда за «получение высоких урожаев кукурузы и пшеницы в 1947 году» с вручением ордена Ленина и золотой медали «Серп и Молот» (№ 653).
Этим же Указом званием Героя Социалистического Труда были награждены председатель колхоза «Ленинис Андердзи» Артём Бебтуевич Зантарая, труженики колхоза бригадиры Джото Келович Алфенидзе, Ермолай Павлович Этерия, звеньевые Мириан Дианозович Дзадзуа, Ивлиан Тагуевич Табагуа, Шалва Чекерович Ратия и Венера Владимировна Чания.
Проживал в родном селе Отобая Гальского района. Дата его смерти не установлена.